# Monoklina kristallsystemet

monoklin kristall

Det monoklina kristallsystemet har tre olika långa axlar. En står vinkelrätt mot det plan vilket de andra två skär varandra under sneda vinklar.
Detta ger kristallformer som baspinakoider och prismor med lutande slutytor. Exempel på mineral i detta kristallsystem är malakit, talk, psilomelan, azurit och euklas.